# Peromyia aleemkhani
Peromyia aleemkhani är en tvåvingeart som beskrevs av Jaschhof 2001. Peromyia aleemkhani ingår i släktet Peromyia och familjen gallmyggor. Inga underarter finns listade i Catalogue of Life.